# Tiadiazol
Tiadiazolii sunt compuși analogi azolilor, formați dintr-un nucleu pentaciclic ce conține un atom de sulf și doi atomi de azot și cu formula moleculară C2H2N2S. Compușii sunt aromatici. Există patru izomeri structurali, pe baza poziției relative a heteroatomilor, ei nefiind tautomeri. Compușii ca atare sunt foarte rar sintetizați, dar apar ca grupe funcționale în structura unor medicamente (acetazolamidă, ceftobiprol, ceftolozan, sulfametizol, etc).

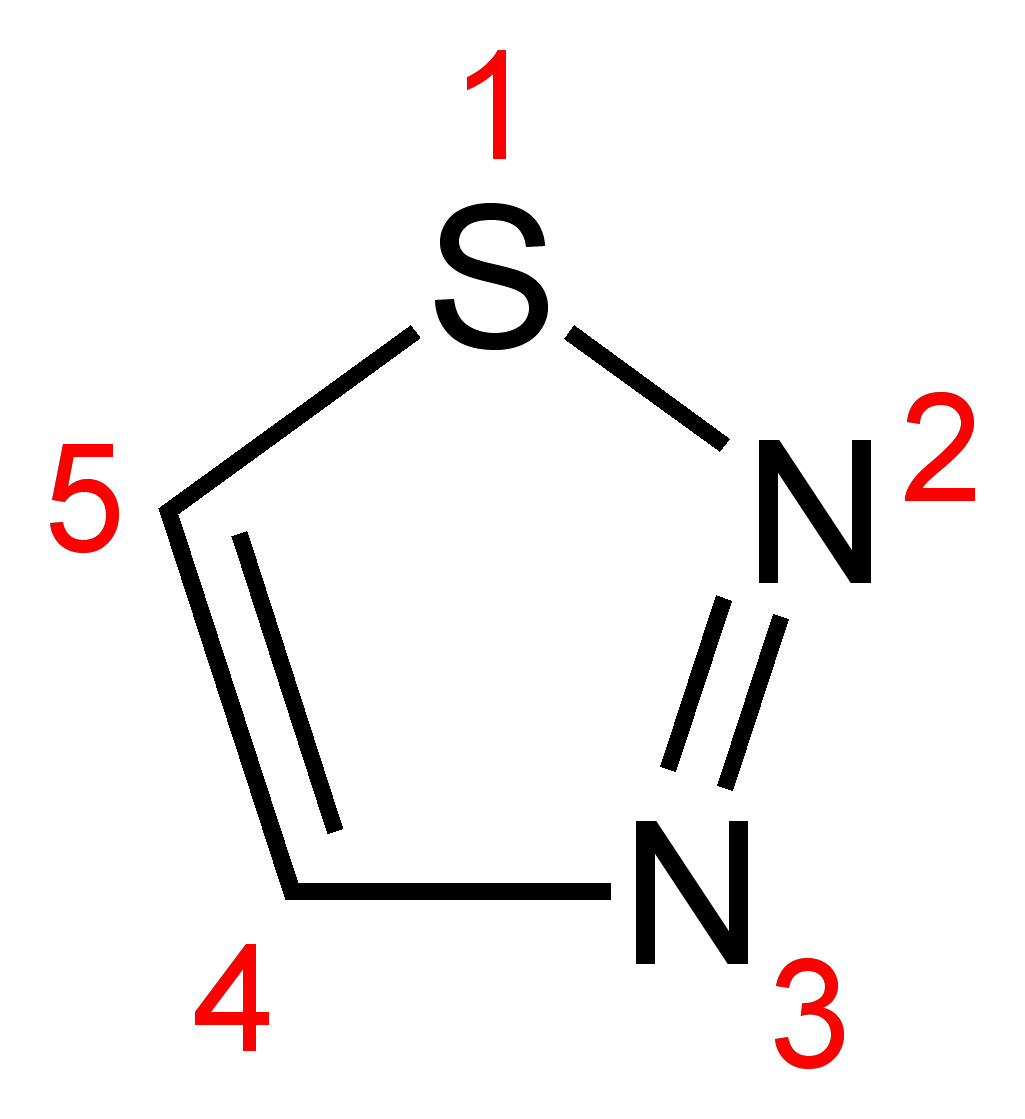
1,2,3-tiadiazol
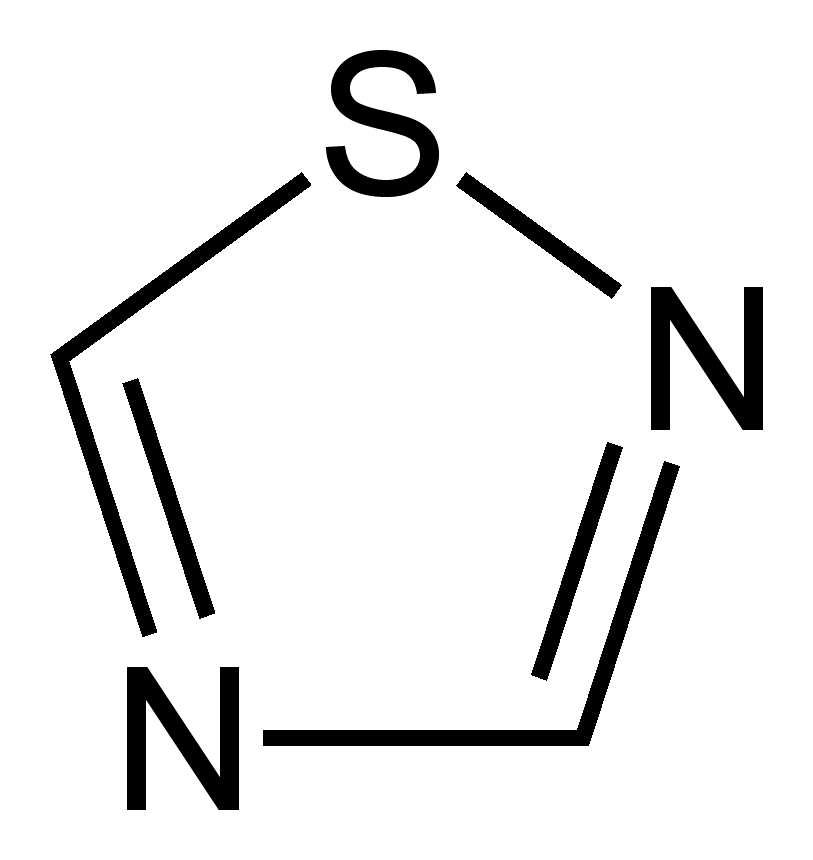
1,2,4-tiadiazol
1,2,5-tiadiazol
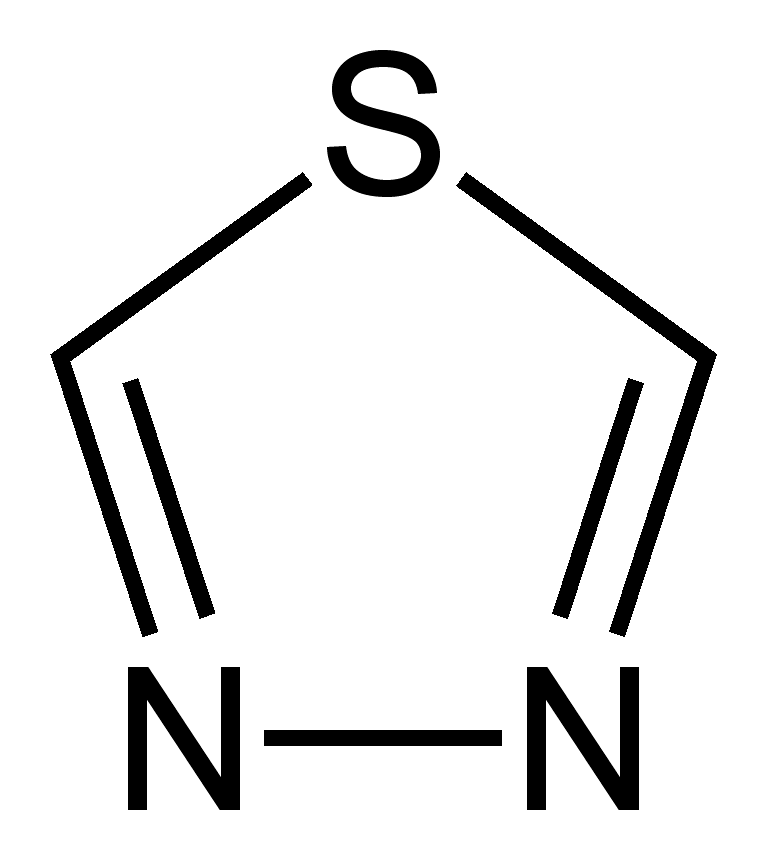
1,3,4-tiadiazol